# 斯波氏
斯波氏（しばうじ、しばし）は、武家・華族だった日本の氏族。室町幕府将軍足利氏の一門で細川氏・畠山氏と交替で管領に任ぜられる有力守護大名であった。越前・尾張・遠江などの守護を世襲したが、戦国時代になると越前は守護代朝倉氏に、遠江は今川氏に奪われ、尾張の織田氏に擁されるも戦国末期に織田信長に放逐されて滅亡した。明治になると斯波氏の末裔と称する加賀藩士の津田氏が斯波に改姓して男爵に叙された。

## 足利尾張家

### 嫡子から庶子へ
斯波氏は、鎌倉時代に足利泰氏の長男家氏が陸奥国斯波郡（しわぐん、現・岩手県盛岡市の一部および紫波郡）を所領とし、宗家から分かれたのに始まる。家氏の同母弟兼氏（義顕）は、室町時代に九州探題を世襲する渋川氏の祖である。
家氏の母は、執権北条氏の有力一門名越氏の出身で、当初は泰氏の正室であった。しかし、兄の名越光時らが嫡流の北条得宗家に反乱（宮騒動）を起こしたためか、母は側室に退き、家氏も嫡子から庶子へと改められた。代わって得宗家の北条時氏の娘が泰氏の正室となって頼氏を儲け、これが足利氏嫡流・宗家を継承することとなった。
だが元は嫡子であった家氏は、足利一門中でも宗家に次ぐ格を有し、足利宗家とは別に将軍に直接仕える鎌倉殿御家人となった。また宗家である弟の頼氏が早く死去したため、その跡を相続した家時の後見人となって惣領も代行した。したがって、家氏は、自立できるほどの地位と所領を持てずに宗家の家人になっていった他の足利氏庶流（仁木氏・細川氏など）とは一線を画した存在であった。
この子孫が代々尾張守に叙任されたため、足利尾張家と呼ばれる家となる。このように鎌倉時代の斯波氏は、足利姓を称する足利別流の扱いであり、斯波氏として散見され始めるようになるのは室町時代の半ばになってからである。
斯波姓で記されたものでは、『荒暦』応永2年（1395年）7月26日条に「管領斯波禅門（義将）」とあるものの、古記録ではさらに時代が下り、『満済准后日記』応永29年（1422年）11月20日条の「斯波武衛（義淳）」が初見である。また、「斯波」の読み方についても「斯和」「志王」などの別表記から、元々は"しわ"だったものが後に"しば"に変化したと考えられる。

### 室町幕府草創期の重鎮
後醍醐天皇の倒幕運動に宗家の足利尊氏が与すると、足利尾張家当主の高経や弟の家兼らもこれに従って活躍した（元弘の乱）。さらに尊氏が建武政権と袂を分かち、新たな武家政権（室町幕府）を開始してからも、高経兄弟は尊氏与党として南朝方の将・新田義貞を越前で討つなど活躍し、幕府草創期の有力者であった。
高経の嫡男家長が『太平記』に「志和三郎」あるいは資料に「志和尾張弥三郎」などの名で現れるあたりが斯波（志和）氏を名乗るはじめで、家長は所領斯波郡のある陸奥国で奥州総大将兼関東管領として南朝方の北畠顕家らと対抗し、若くして戦死した。
家兼も奥州管領として下向して陸奥国をまとめ上げ、南朝勢力の駆逐に成功する。出羽国にも次子を送り込み、奥羽両国での子孫繁栄の礎を築いた（奥羽における斯波氏については奥州斯波氏を参照）。
観応の擾乱で高経は足利直義を支持し、尊氏を支持した家兼と対立した。その後は尊氏に降ったものの、引付頭人に任ぜられた家兼と比較して冷遇され、一時期足利直冬と結んで幕府に反抗するなど、不遇の時代を経験している。

### 執事（管領）就任
尊氏の死後、2代将軍義詮の時代となり、高経は執事への就任を請われて復権の道が開かれるが、執事とは足利宗家の家政機関であり、高師直に至るまで宗家譜代の被官である高氏が代々務めるところであった。つまり執事就任は格下・従者の扱いを受け入れることともなり、宗家とほぼ同格という意識を持つ足利尾張家（斯波氏）にあって、打診された高経や三男氏頼は就任を渋った。結局、高経の四男でわずか13歳の義将を執事に就け、高経がこれを後見する形がとられた。
しかしこの頃から、執事職は単に足利宗家の家政機関としてその家領や従者を管理する立場を超え、幕政に参与する有力守護大名の座長的性格を持つ管領職へと形を変え、管領の実父として高経は幕府の主導権を握ることとなる。また、四男にして年少であった義将も、執事・管領の地位上昇の結果、戦死した長男家長に代わって斯波氏嫡流の位置に上った。
高経は、義将を執事（管領）に就けたほか、五男の義種を侍所頭人、孫の義高（次男・氏経の子）を引付頭人に就けて、一門で幕府要職を固める体制を構築する。足利一門最高の家格を誇る長老であり、元弘の挙兵以来の元勲である高経の影響力は大きく、西国の有力大名であった大内氏や山名氏の幕府への帰順にも成功し、高経体制は幕府の安定化に一定の成果をあげた。しかし幕府の権威を高める政策が早急すぎたことや、次男で九州探題の氏経が九州攻略に失敗したこともあって、諸侯の高経への反感が高まり、高経の協力者であった佐々木道誉らの策謀によって失脚した（貞治の変）。

## 武衛家

### 名の由来

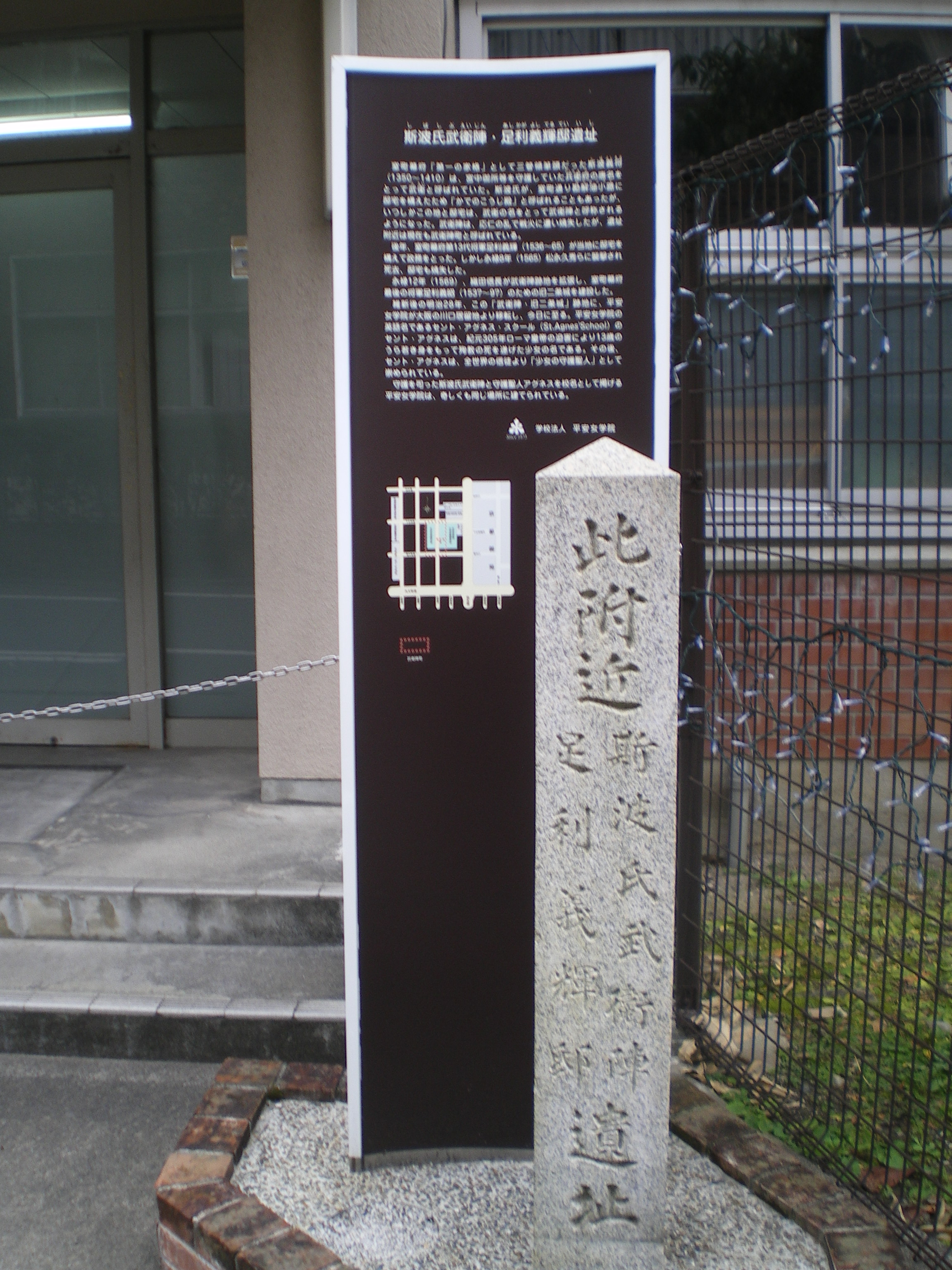
平安女学院前に建つ武衛陣（勘解由小路邸）跡碑

管領義将以降室町幕府三管領家の一つとなった斯波氏嫡流は、前述の通り実際には室町時代にも斯波姓で記述される例はほとんどなく、武衛（家）と呼ばれる。基本的には当時「武衛（屋形）」や「勘解由小路（武衛）」と記されている。
武衛（）とは兵衛府の唐名で、代々当主が兵衛府の督（かみ＝長官）や佐（すけ＝次官）に任ぜられたことに由来する。督は唐名を武衛大将軍といい、室町幕府では初代将軍足利尊氏やその弟で幕府の実質的な首長であった足利直義、また尊氏の子で鎌倉公方の基氏など将軍の近親者に限られていたが、義将が任じられて以降斯波氏当主も左兵衛督に任官するのが慣例となった（左兵衛督まで進んだ可能性がある当主は義将・義重・義淳・義敏・義寛の5名）。

### 勘解由小路武衛
勘解由小路（かでのこうじ）は洛中の小路の名で、武衛家がここに本邸を構えたことにより、南北朝が合体した明徳の頃から永正の頃までの約100年間、文献に「勘解由小路左衛門督入道」（斯波義将）や「勘解由小路武衛」（斯波義重・斯波義淳ら）などとの呼称で現れる。ほぼ「勘解由小路武衛」もしくは「勘解由小路◯◯入道」などと呼ばれ、逆に「勘解由小路卿」や「勘解由小路◯位」と単独で呼ばれることはほとんど無い。
邸宅は武衛陣と呼ばれ、現在でもその一帯が武衛陣町（京都市上京区）という地名で続いている。勘解由小路亭は当初は寝殿造の貴族的な優美なものであったらしいが、次第に防御機能が高められた。

### 三管領の筆頭
高経死後に義将が幕政に復帰すると、時の管領細川頼之と対立した。義将は頼之の政策に批判的な反細川派の諸侯を結集させ、3代将軍義満に対し頼之の罷免を求める康暦の政変を起こして、再び管領となった。義将は、将軍義満と幕府全盛時代を支え続け、義満の没後も4代将軍義持を補佐した。この間、朝廷から打診のあった義満に対する太上天皇の追号を拒否したり、屈辱的との批判が多かった勘合貿易の廃止を提言するなど、康暦の政変以降自身の死まで、およそ30年間にわたって幕府の宿老として大きな影響力を持った。また三管領四職七頭の制ができると、斯波氏は畠山氏・細川氏とともに管領を出す家柄、特に三管領筆頭の家柄として重んじられた。
義将の子義重は、応永6年（1399年）の応永の乱における大内氏討伐の功により尾張守護職を、さらに後には遠江守護職も加えられて、以後はこれに本領であった越前を合わせた3か国の守護を世襲した。

### 勢力後退
応永17年（1410年）、宿老として長年にわたり幕府に大きな影響力を与えていた義将が没すると、義重の子義淳は管領職を解任されてしまう。応永21年（1414年）には義将の甥満種（義種の子）が将軍義持の不興を被り、加賀守護職を失って高野山に隠退。永享元年（1429年）に足利義教が6代将軍に就任すると義淳が再び管領となったが、強権的な政治を行う義教と宥和的（）な政策を目指す義淳は相いれず、義淳は度々管領の辞職を申し出ている。やがて嫡男義豊にも先立たれ心身ともに疲弊した義淳は3年後の永享4年（1432年）にようやく管領の辞任を許され、翌永享5年（1433年）に病没する。
義淳の後嗣となった弟の義郷やその子の義健も相次いで早世し、その間に勢力を伸ばした細川氏や畠山氏に押され、武衛家は大きく後退してしまう。細川氏が畿内を抑え、畠山氏も畿内近辺に分国を有すのに対して、武衛家の分国は尾張・越前といった京都から遠い場所に分散していた上、当主は京都に滞在していることが多かったため、支配は守護代に委任せざるをえなかった。このため次第に分国の実権は越前守護代甲斐氏・朝倉氏や尾張守護代織田氏らの重臣らに牛耳られるようになっていった。

### 足利一門の高家
この間、6代将軍義教の時代（永享年間）に御一家制度が整備されたとされる。「御一家」は足利一門の中でも家格の高い吉良氏・石橋氏・渋川氏（京都家）の三氏を三管領家（三職）と同格に遇し（一説に吉良氏は三職に優越するという）、かつ後世には足利将軍家断絶の際にはその継承権を持っていたとの一種の伝承がささやかれた家格であった。「御一家」の三氏と斯波氏は"足利氏惣領の庶兄"を祖とする共通点を有し（見方を変えれば斯波氏にも潜在的な将軍家継承権があり、実際に5代将軍足利義量の没後にはそうした噂も流されたことが『看聞御記』に記されている）、三氏のうち、石橋氏は足利尾張家の分家筋、渋川氏も弟筋の同族なので、武衛家の家格も御一家相当の高さがあり、実際に室町殿の書札礼を見る限り、吉良氏はもちろんのこと堀越公方家などの将軍連枝と同じ書札礼（「状如件」の書止文言）を適用され、前述の通り同時代の史料のほとんどで「斯波」の名字は現れず「武衛」または「勘解由小路武衛」と記されるなど（なお吉良氏は「吉良」と名字で記述される）、戦国後期に至るまで室町幕府体制下では別格の扱いであった。それにもかかわらず三職に留められたのは、政治的に非力な御一家と異なって勢力の大きい鎌倉公方足利氏と武衛家を将軍家継承の可能性から排除するためであったとも考えられる。
また、鎌倉公方や管領畠山氏・細川氏を含む諸侯が将軍から偏諱を与えられる場合、通常は諱の下の一字を賜るのであるが、武衛家の場合は御一家と同様に将軍家代々の通字である「義」字を賜るのを慣例としており、周囲からも「将軍の家臣」では無く「将軍の一族」と見られていたと思われる。また外国使節も武衛家をして「王の次人」と表現しており、これらを見ても武衛家が御一家と同等以上の高い待遇を受けていたことを示している。

### 家督争い
義健没後、一門である大野斯波家からの養子義敏と、同族渋川氏出身の義廉とが家督を巡って争った（武衛騒動）。この争いや将軍家・畠山氏の家督相続が原因となって応仁元年（1467年）の応仁の乱が起きる。義廉は西幕府の管領として西軍の主力となった。一方東軍に属した義敏も越前に下ってその一円支配を目指したが、越前守護代の朝倉氏に守護職を奪われ、また遠江も駿河守護今川氏に侵食され、尾張で義敏の子孫が守護代の織田氏に推戴されて存続するのみとなった。
なお、義廉の子義俊は、将軍家連枝（もしくは越前に在国した斯波一族）とも伝わる鞍谷公方家（今立斯波家）を継ぎ、形式的な越前国主として朝倉氏に推戴された（朝倉氏滅亡まで鞍谷家は続く）。

### 尾張在国
尾張のみを残すところとなった武衛家であるが、乱後にすぐさま守護代織田氏の傀儡（）となったわけではなく、斯波義敏の子義寛が9代将軍足利義尚による六角高頼征伐へ織田氏（応仁の乱で大和守家・伊勢守家の2つに分裂していた）を従えて参陣しているように、武衛家は依然として守護代権力に対して優越した存在であった。また、義寛が尾張に在国し続けられた背景として、隠居であった父・義敏が京都に滞在して幕府要人との政治的関係を保っていたために領国経営に専念できた側面があり、義尚期の武衛家はむしろ政治的影響力を回復させていたとする指摘もある。武衛家が中央政治において力を失ったのは明応の政変とその直後に発生した今川氏の遠江侵攻で義寛がこれまで密接な関係にあった10代将軍足利義材との関係が失われて、新しく将軍となった足利義澄との関係が十分に構築できなかったのが最大の原因であったとも考えられる。
義寛の子義達の頃にも、遠江奪還のための出陣を繰り返すなど、尾張守護の実態はなおも保っていた。義達は、対立した守護代織田達定（大和守家）を合戦で討ちとるなどして織田氏の勢力を抑え、あるいは尾張を中心とした戦国大名へと成長する可能性もあった。しかし、今川氏親に敗れて遠江奪還に失敗し、義達の幼少の子義統に家督を譲った。義達は江戸時代後期頃に書かれた軍記物語では大永元年（1521年）に没したとされているが、一次史料上はそれから10年以上後にあたる天文2年（1533年）にも義敦と改名した義達が未だ尾張守護に在任しており、さらに近年の研究ではそれから48年後の永禄12年（1569年）まで健在であったとする説が有力になっている。これが事実だとすれば、義達（義敦）はその後の武衛家や織田大和守家の没落はおろか、因縁の相手であった今川氏の崩壊（駿河侵攻）をも目の当たりにしたことになる。

### 織田信長の台頭
義統が当主になると、武衛家は急速に衰え、その一方で大和守家の重臣織田信秀が頭角を現し、守護や守護代の勢力をしのぐようになる。天文23年（1554年）に守護義統が守護代織田信友に殺され、義統の嫡子義銀は織田信秀の跡を継いだ信長を頼って落ち延びた。信長にとって信友（大和守家）は本家・主君筋だが、信長は守護殺害の仇討を名分に信友を討ち取った。信長は織田伊勢守家はじめとする織田一族も倒し尾張一国をほぼ平定した。
信長は外交上の配慮から、斯波義銀を尾張国主・清洲城主に据えて隠居する形をとって隣国三河の吉良氏との同盟を推進したが、義銀が吉良義昭と会見する折、両者が席次をめぐって対立を起こした。前述のように武衛家は将軍家と同格の家柄を誇る名門中の名門であった。対する吉良氏も「御所（足利将軍家）絶えれば吉良が継ぐ」と伝えられ、鎌倉以来、足利本家の当主が幼少の折は当主を代行するなど、その家柄は斯波氏に劣ることはないと主張した。このときの同盟は不調となったものの、永禄4年（1561年）に義銀や吉良義昭、それに尾張国内にあった将軍家御一家の石橋氏は結束し、駿河の今川氏と通じて信長打倒を画策したものの発覚して追放され、尾張守護としての武衛家は滅亡した。

### 安土桃山時代
その後、斯波義銀は信長と和解して仕え、津川義近と改名した。元亀2年（1571年）には祖父義達の三回忌の法事を営んでいる。また娘を信長の弟信包の長男に嫁がせ、織田家親族中の貴種として遇された。信長の没後は豊臣秀吉の御伽衆となり、天正13年（1585年）には公家成（豊臣政権下において従五位下侍従以上の官位を与えられた武家のランク）が認められた。
義近の嫡男義康（大蔵）も秀吉に仕えて従五位下侍従に任官し、羽柴姓を賜り羽柴左衛門佐侍従と称したが、早世したと見られる。

### 江戸時代
義近の次男近利は徳川家康・秀忠に仕えた。近利の子のうち近良（近義）は伊予松山藩士として子孫を伝え、近光（近元）とその叔父辰珍（義近三男）は細川氏に仕えて豊前小倉藩士、後に主家の転封に従い肥後熊本藩士となり子孫が続いた。義近末子の近治（親行）は大坂の陣で豊臣方として戦い討死した。
なお『武衛系図』には見られないが、義近の子とされる義忠が津田氏を称して加賀藩に仕え1万石を領した。津田氏は代々加賀藩の家老職を勤め、維新後に斯波姓に復姓して華族の男爵に叙された。
義近の次弟と考えられる毛利秀頼は信長に仕え、三弟は津川義冬（雄光）を名乗って信長の次男信雄に仕えたが、いずれも後に改易され、近世大名として生き残ることはできなかった。

### 明治以降
加賀藩で1万石を知行した津田家の当主津田正邦は明治元年（1868年）に津田から斯波に改姓して斯波蕃と称し、士族に列した。明治23年には旧主の前田侯爵家の家扶を務め、明治32年にこれを辞した後は、明治商業銀行監査役を務めた。
明治17年（1884年）に華族が五爵制になった際に定められた『叙爵内規』の前の案である『爵位発行順序』所収の『華族令』案の内規（明治11年・12年ごろ作成）や『授爵規則』（明治12年以降16年ごろ作成）では旧万石以上陪臣家が男爵に含まれており、斯波家も男爵候補に挙げられているが、最終的な『叙爵内規』では旧万石以上陪臣家は授爵対象外となったためこの時点では斯波家は士族のままだった。
明治15年・16年ごろ作成と思われる『三条家文書』所収『旧藩壱万石以上家臣家産・職業・貧富取調書』は、斯波蕃について旧禄高1万石、所有財産は金禄公債4,905円、七十四国立銀行株券60株、宅地414坪7合、畑1畝4歩、職業は無職、貧富景況は相応と記している。
「田中光顕関係文書」所収の明治32年11月29日付け「伊藤博文書翰」によれば、「加州（加賀藩）の如きは為差勤王に大功ありと申し難く候えども、多少の申し分もこれあり候えば資産も充分これある連中に付、男爵に列せられ候えば度外に恩沢置かせられざるに感激し、その効果は尠少ならずと察せられ候」として伊藤博文が宮内大臣田中光顕に旧加賀藩家老の斯波蕃と長克連について華族の男爵に列することを推挙しているのが確認できる。田中は「加賀藩老の件敬承、尚篤と取調申すべく存じ奉り候」と伊藤に返信しているが、宮内省からは時期尚早と判断されたのかこの時には実現しなかった。
しかし『授爵録』（明治三十三年ノ一年）所収の明治33年5月5日付けの宮内省の審査書類によれば、斯波蕃が戊辰の役において一隊の将として賊徒掃討にあたった功績、および西南の役で死地に身を投じて鎮圧にあたった功績、あるいは父祖が幕末に回天の大志をもって王事に尽した功績があることが認められ、斯波蕃に男爵位を与えるべきと結論された。これにより同年5月9日に斯波家は華族の男爵家に列した。
斯波蕃の跡はその息子忠三郎が継ぎ、2代男爵となる。忠三郎は東京帝大工学助教授であり、明治39年に海底電線敷設船の設計監督にあたり、海軍大学校の教官を兼務し、工学博士の学位を取得。大正6年から貴族院議員にも3回当選し、公正会に所属。東京帝大航空研究所の初代所長にも就任した。その功績で東京帝大名誉教授の称号を贈られた。
その息子である3代男爵斯波正夫の代の昭和前期に斯波男爵家の住居は東京市本郷区駒込曙町にあった。

## 武衛家分家

### 大野斯波家
高経の五男義種が、兄義将の守護国越前において大野郡を任された（大野郡代）ことに始まる家。歴代当主はおおむね民部少輔から修理大夫に任官したため、別に修理家・民部家と呼ばれることもある。武衛家が上屋形と称されたことに対して、大野家は下屋形と称された。
代々の加賀守護家となれる機会があったが、2代満種が将軍義持の勘気を被ったために没落し、本家である武衛家（越前守護）のもとで大野郡を任された。ただし武衛家一族であることから、国持衆の家格に列し、将軍からの偏諱を賜るなど事実上の分郡守護の待遇と権威を有した。義淳没後、若年の当主が続いた武衛家の家政に守護代甲斐氏と共に深く関与した。
初代の義種は小侍所頭人、侍所頭人に任じられるなど幕府の中枢で活躍し、若狭、加賀の各守護にも補任される有力大名であったが、義種の後を継いだ満種が応永21年（1414年）に義持の怒りを買って高野山に蟄居（）させられると、加賀守護の座を失った。満種の子持種は本家の後見人を務めたが、同じく後見人で越前守護代の甲斐常治と対立を重ね、やがて武衛家の後嗣として持種の子義敏が入り常治との対立を引き継ぎ、長禄合戦へと発展した。大野斯波家は義敏の弟である義孝が継承し、その後も義縁（よしより）、義信（よしのぶ）と続いた。義孝は甥で武衛家当主の義寛（義敏の嫡子）の武将として活躍したことで知られる。
また大野斯波家からは満種の子氏種（うじたね）から奥田氏が分かれ、戦国期に堀氏を称するようになり江戸時代に越後村松藩主となったとされる（堀家伝）。また後に阿波徳島藩主となる蜂須賀氏は持種の子政種（正種とも）の後裔ともいわれる。

### 末野斯波家
高経の次男氏経の系統とされる。『奥州余目記録』に記される越前斯波四家の内の「末野殿」に相当する家と考えられる。幕府の外様衆の家格に列し、後に義敏の子である義延（よしのぶ/よしなが）が継承したといわれる。

### 今立斯波家
系統不詳ではあるが、越前国今立郡鞍谷に居し、大野斯波家と同じく越前国内の分郡守護的立場にあったとされる。『奥州余目記録』に記される越前斯波四家の筆頭格「越前斯波殿」に相当する家と考えられる。『奥州斯波系図』では高水寺斯波家より郷長が入嗣したと伝わり、寛正から大永年間には政綿（活動期間が長期にわたるため、同名の2代説あり）の活動が見られる（『大滝神社文書』・『上杉家文書』等）。一説に将軍家連枝と伝わる鞍谷公方はこの今立斯波家と同一であったといわれる。

### 五条斯波家
系統不詳。『奥州余目記録』に記される越前斯波四家の内の「五条殿」に相当する家と考えられる。高水寺斯波家関係史料である『稗貫状』にその名が見えるため、奥州斯波氏と何らかの関係があったものと思われる。

### 千福斯波家
大野満理の系統か。越前国南仲条郡千福に居し、『奥州余目記録』に記される越前斯波四家の内の「仙北殿」に相当する家と考えられる。義敏の子である寛元（ひろもと/とおもと）が継承し、朝倉氏との合戦で討死したといわれる。その後は徐々に朝倉氏の傘下に入り、天正期に千福式部大輔・同遠江守親子の活動が見られる。

## 奥州斯波氏
奥州斯波氏は奥州・羽州に定着した斯波氏の庶流をいう。高経の弟の斯波家兼の系統である大崎氏、最上氏、黒川氏、天童氏（元々は新田一門）、高経長男の系統という高水寺斯波家などがあり、特に大崎・最上両氏は奥羽両国の探題職を歴任した。斯波氏は足利一門の筆頭の家柄を誇り、勢力も大きいことから嫡流である武衛家も奥州に拠点を持った斯波氏の一門（大崎氏、最上氏、高水寺斯波家、天童氏など）らも当初は大いに栄えた。

### 大崎氏
そもそも斯波氏の名乗りの起源は陸奥斯波郡とされており、奥州は斯波氏にとっては本貫である。南北朝時代の建武2年（1335年）斯波家長が南朝側鎮守府将軍北畠顕家を抑えるために奥州総大将に任じられるが、足利尊氏の子足利義詮の執事を務めていたため下向はしなかったとみられる。現地勢力である相馬氏などを味方に付けたという。その後、奥州総大将は軍事指揮権だけでなく、検断・沙汰の権限、管国内の知行安堵、恩賞などの推挙権を持つ奥州管領に格上げされる。観応の擾乱期には畠山国氏・吉良貞家らが任ぜられたが、斯波家兼が管領に任ぜられると四管領並立の混乱期を平定し、子孫である大崎氏がやがて世襲する。
奥羽は南北朝時代に南朝の北畠顕家・北畠顕信らが、郡ごとの有力国人に軍事指揮権や検断権など強い権限を与えた「分郡」とも呼ばれる独自の制度を採ったため、南北朝の争いが終結した後も非常に国人の力が強く、当初は有効に働いた奥州管領斯波氏の支配力も次第に衰えていく。斯波氏は大崎地方と陸奥国府付近を実効支配し、大崎氏と呼ばれるようになった。大崎氏の権威低下に伴って、一時奥羽は鎌倉府管内に編入されるが、幕府と鎌倉府の争いが激化し奥州南半に鎌倉公方の分家である篠川御所・稲村御所が設置されると、幕府は鎌倉府に対抗するため奥州探題職を作り大崎氏を代々探題に任命する。探題は管領と同じ権限を持ったと思われるが、奥州南部の有力国人は自らの権益を守るため将軍家と直接主従関係を結ぶ京都扶持衆となり、奥州探題の権威からは半ば独立した形であった。既に大崎氏には奥州管領時代のように奥州全体を統括する威勢はなく、奥州北部における権威を行使するのみであった。
以後徐々に衰退した大崎氏は、足利満直亡き後陸奥守護として奥州南部に急速に勢力を拡大する伊達稙宗の圧力をまともに受けることとなった。大崎義直は家中の騒乱を自力で鎮圧できず、稙宗の支援を受けて鎮圧したが、稙宗の子義宣を養子として送り込まれ従属した。天文の乱に乗じて義宣を排除して伊達氏への吸収合併は免れたものの、従属関係からの脱却には至らなかった。大崎義隆の代には義弟の最上義光・弟の養父黒川晴氏の支援を受けて伊達政宗の侵攻を退けたが（大崎合戦）、小田原征伐に参陣しなかったため豊臣秀吉に改易された。大崎氏旧臣は義隆の復帰を求めて一揆（葛西大崎一揆）を起こしたが、ついに大名復帰は叶わなかった。義隆は越後または会津で不遇の死を遂げたといい、子孫は最上氏や南部氏に仕えたという。

### 最上氏
斯波家兼が四管領並立を制し奥州管領の地位を確保すると、1356年次男斯波兼頼を出羽国へ送り込み、兼頼は南朝勢力を巧みに退けながら最上郡への勢力の扶植に成功する。出羽国における南朝側の最後の組織的な抵抗となった漆川の戦いには、鎌倉公方足利氏満と大崎氏も兵を出したという。室町幕府から屋形号を許され最上屋形を称するようになって以降は最上氏を名乗り羽州探題を世襲する。しかし、分散配置した庶流が次第に独立傾向を強めるなど一枚岩とは言えない状況となる。
1385年置賜郡に本拠を持つ長井氏が滅ぼされると伊達氏と接するようになり、1514年伊達稙宗の侵攻を受け傘下に組み込まれる。この時一時傀儡化されたが天文の乱を機に独立を果たし、永禄6年（1563年）最上義守は嫡男義光の偏諱授与のお礼言上のため、京に上り御所号で応対される。最上義光の家督継承時に父子間で争いがあり、伊達氏や周辺国人を巻き込む争いに発展する（天正最上の乱）。この争いで戦いを優位に進めた義光は家臣団の組織化に成功し、村山郡・最上郡に領国を広げ、庄内地方をめぐり上杉氏と激しく抗争した。その後、秀吉の小田原征伐に参陣し最上郡・村山郡20万石余の大名として所領を安堵され、また羽柴姓・羽州探題職を与えられた。秀吉の死後は徳川家康に接近し、関ヶ原の戦いでは東軍に加わったため西軍の上杉景勝から攻撃され窮地に立たされたが、関ヶ原本戦での西軍敗北の報が届くと上杉軍は撤退し、庄内地方の奪取にも成功（慶長出羽合戦）。この功により、最上家は最上郡・村山郡・庄内地方および由利郡を有する58万石の大大名に列せられた。しかし、孫の最上義俊の代にお家騒動（最上騒動）が起こり、江戸幕府の命により改易とされ、出羽国内所領を失い、大名としての最上氏の終焉のきっかけとなった。
義俊は改めて近江に1万石を与えられたが、義俊の死後、子の義智が幼少であったため5,000石に減ぜられ名目としての大名の地位も失ったが、子孫は交代寄合として続いた。義俊の叔父で御家騒動の原因でもあった山野辺義忠は徳川頼房に取り立てられ、子孫は水戸藩家老の山野辺家として続いた。また、義忠支持派の中心で義光の弟の楯岡光直は細川氏にお預けの身となったが、子の忠直が取り立てられ、子孫は前述の津川氏とともに熊本藩の重臣として続いた。

### 高水寺斯波家
奥州斯波郡の高水寺城（現・岩手県紫波町）を拠点に栄えた斯波氏は、斯波家長の直系子孫を称する。『続群書類従』には簡易な系図が挙げられているものの裏付となる資料も乏しく、系図は必ずしもはっきりしていない。斯波氏は足利氏の血を引く貴種であることから「斯波御所」「奥の斯波殿」と尊称され、書札礼でも大崎氏と同格であった。永享7年（1435年）に発生した和賀の大乱では大崎氏の職務代行者として北奥の諸氏を指揮している。
「奥南落穂集」によれば、大崎氏7代大崎教兼の子斯波詮高に始まるとされる。南部氏が天文9年（1540年）に岩手郡に侵攻して滴石（現在の岩手県岩手郡雫石町）の戸沢氏を攻略し角館へ退去させると、これに対し斯波詮高は天文14年（1545年）、南部氏から太田（現在の岩手県盛岡市内）、滴石地方を奪い取るなど積極的な拡大を見せている。詮高は嫡男経詮に家督を継がせ、次男詮貞を滴石から改称した雫石城（現在の岩手郡雫石町下町東）に置き、三男詮義を猪去城（現在の盛岡市猪去）に置いて、南部氏の反攻に備えた。斯波氏の格式の高さから近隣では本家は「斯波御所」、または居館の地名で「高水寺御所」、新領に配置された庶子は同じく地名から「滴石御所（雫石御所）」、「猪去御所」と呼ばれた。また和賀氏や阿曽沼氏庶流鱒沢氏らと婚姻関係や養子縁組を積極的に行い、大いに威を張った。
だが後に南部氏の圧力が増すと、斯波詮真は南部氏24代晴政の圧力に屈して、南部一族の九戸氏から弥五郎（後の康実）を婿として受け入れたが、詮真の子詮直（詮元・詮基）の代になると確執して、弥五郎から改名した高田康実は天正14年（1586年）、南部氏26代信直の下へ出奔する。それに対し詮真は南部領へ攻め入るも南部軍の反撃にあい逆に侵攻されてしまい、高水寺斯波一族の雫石久詮と猪去義方は攻められて本家の斯波御所に逃れ、雫石御所ならび猪去御所が滅ぼされる。結果稗貫氏立ち会いの下で両家は和睦し、斯波氏は岩手郡見前、津志田、中野、飯岡の地（いずれも現在の盛岡市内）を失ってしまう。
斯波詮直は家中の統率が取れず、天正16年（1588年）（南部との和睦と同年天正14年中の説もある）、南部に仕えた康実に岩清水義教らが内通し謀反を起こす。詮直は岩清水義教の兄岩清水義長に命じて、弟の居城である岩清水城（現在の岩手県紫波郡矢巾町岩清水）を攻めさせるが、この混乱に乗じて南部信直が自ら出陣してくる。詮直は領内に動員令を発するも多くの家臣らは参陣せず、離反して南部軍に投降するか屋敷に籠り、高水寺城に駆けつけたのは岩清水義長、家老細川長門守、稲藤大炊助など少数だった。詮直は高水寺城を放棄して大崎氏のもとへ逃亡、義長は高水寺城で戦死する。詮直はその後諸国を放浪し、子孫は南部氏に仕えたとも、二条家に仕えたともされている。
一方、続群書類従の『奥州斯波系図』では斯波詮高からの人物は記載されず、家長を祖として続いており、南部氏の圧力により領地を失い滅亡した当主も詮直ではなく斯波詮森（兵部大輔）となっている。また「大萱生系図」では滅亡したのは詮元（奥州斯波系図の詮森の父）とある。なお詮元の子孫斯波義眞は水戸徳川家家臣になったものの乱心で死去したとする。『岩手県史』では、諸記録・諸系図から、「詮元（詮直・詮基）」の時に滅亡し、その子に詮森、孫に詮国があったとみなしている。
かつて本家の高水寺御所と合わせて三御所と称された一族の雫石御所雫石氏、猪去御所猪去氏はともに盛岡藩士として続いた。

## 斯波氏歴代

### 武衛家（足利尾張家）
太字は室町幕府管領またはそれに準じた者
1. 斯波家氏（足利家氏）
  - 広沢義利（斯波家氏の庶子、広沢氏を称す）
    - 吉田義博（広沢義利の子、吉田氏を称す）
      - 石橋和義（吉田義博の子、石橋氏の祖）

  - 足利貞数（斯波家氏の庶子、大板氏を称す）
  - 斯波宗家（2代）
2. 斯波宗家（足利宗家）
  - 斯波宗氏（3代）
3. 斯波宗氏（足利宗氏、家貞）
  - 斯波高経（4代）[20]
  - 斯波家兼（斯波宗氏の子、大崎氏の祖）
    - 斯波直持（斯波家兼の長男、大崎氏2代）
    - 斯波兼頼（斯波家兼の次男、最上氏の祖）
4. 斯波高経（足利高経）
  - 斯波家長（斯波高経の長男、関東執事（後の関東管領）、高水寺斯波家の祖）
    - 斯波詮経（高水寺斯波家2代）

  - 斯波氏経（斯波高経の次男、九州探題、末野斯波家の祖）
    - 斯波詮将（引付衆頭人、高水寺斯波家3代?）

  - 斯波氏頼（斯波高経の三男、若狭守護）
  - 斯波義将（5代）[20]
  - 斯波義種（斯波高経の五男、小侍所、侍所頭人、大野斯波家の祖）
5. 斯波義将
  - 斯波義重（6代）[20]
6. 斯波義重（義教）
  - 斯波義淳（7代）[20]
  - 斯波義郷（8代）[20]
  - 斯波持有（斯波義重の子）
7. 斯波義淳
  - 斯波義豊（斯波義淳の子、早世）
8. 斯波義郷
  - 斯波義健（9代）
9. 斯波義健
  - 斯波千代徳丸（斯波義健の子、早世）
10. 斯波義敏（斯波持種の子）[20]
  - 斯波義寛（12代）
  - 斯波義雄
  - 斯波義延
  - 斯波政敏（大野斯波家支流の奥田氏を継承、奥田秀種は政敏の実子とされる）
  - 斯波寛元
11. 斯波義廉（渋川義鏡の子）[20]
  - 斯波義俊（斯波義廉の子、鞍谷公方家もしくは今立斯波家を継いだとされる）
  - 栄棟喝食（斯波義廉の子、義俊と同一説あり）
12. 斯波義寛（義良）
  - 斯波義達（13代）[20]
13. 斯波義達（義逵、義敦）
  - 斯波義統（14代）[1]
  - 斯波義景
  - 斯波義長
  - 斯波統雅
  - 斯波統銀
14. 斯波義統（義元）
  - 斯波義銀（15代）[1]
  - 津川義冬（津川雄光、伊勢松ヶ島城主、織田信雄家老）
  - 蜂屋謙入
  - 八重羽左衛門尉
  - 毛利秀頼（斯波義統の子?、信濃飯田城主）
15. 斯波義銀（義近、津川義近）
  - 斯波義康（羽柴義康）
  - 斯波近利（津川近利）
  - 斯波辰珍（津川辰珍）
  - 斯波近治（津川近治）
  - 斯波義忠（『加賀藩史稿』によれば義銀（義近）の落胤、津田正勝と同一人物とされるが別人説もあり）

### 大野斯波家
1. 斯波義種
  - 斯波満種（2代）
  - 斯波満理（千福氏・仙北氏の祖か）
2. 斯波満種
  - 斯波持種（3代）
  - 斯波氏種（奥田氏・堀氏祖）
3. 斯波持種
  - 斯波義敏（武衛家を継ぐ）
  - 斯波義孝（4代）
  - 斯波政種（正種とも、一説に蜂須賀氏の祖といわれる）
4. 斯波義孝
  - 斯波義縁（5代）
  - 斯波義信（6代）
5. 斯波義縁
6. 斯波義信

### 高水寺斯波家
※家長以来の高水寺斯波家の系図は諸説あるため、斯波詮高以降を記す。
1. 斯波詮高
  - 斯波経詮
  - 斯波詮貞（雫石御所）
    - 斯波詮貴

  - 斯波詮義（猪去御所）
    - 斯波義方
      - 斯波久道
2. 斯波経詮
  - 斯波詮真
3. 斯波詮真
  - 斯波経直
4. 斯波詮直
  - 斯波詮森
  - 斯波詮種
5. 斯波詮森
6. 斯波詮国
  - 斯波行詮
  - 斯波義真

## 略系図
```
凡例

1) 応仁の乱以降の系図には不明確・不正確な部分もある
```

|                       |                       |                       |                       |                       |                       |  |  |              |              |              |              |              |              |  |  |          |          |          |          |          |          |  |  |      |      |      |      |      |      |  |  |          |          |          |          |          |          |  |  | 足利泰氏        |                 |                 |                 |                 |                 |  |  |                     |                     |                     |                     |                     |                     |  |  |          |          |          |          |          |          |  |  |                 |                 |                 |                 |                 |                 |  |  |  |  |  |  |  |  |  |  |  |  |  |  |  |  |  |  |  |  |  |  |  |  |  |  |  |  |  |  |  |  |
|                       |                       |                       |                       |                       |                       |  |  |              |              |              |              |              |              |  |  |          |          |          |          |          |          |  |  |      |      |      |      |      |      |  |  |          |          |          |          |          |          |  |  |                 |                 |                 |                 |                 |                 |  |  |                     |                     |                     |                     |                     |                     |  |  |          |          |          |          |          |          |  |  |                 |                 |                 |                 |                 |                 |  |  |  |  |  |  |  |  |  |  |  |  |  |  |  |  |  |  |  |  |  |  |  |  |  |  |  |  |  |  |  |  |
|                       |                       |                       |                       |                       |                       |  |  |              |              |              |              |              |              |  |  |          |          |          |          |          |          |  |  |      |      |      |      |      |      |  |  |          |          |          |          |          |          |  |  |                 |                 |                 |                 |                 |                 |  |  |                     |                     |                     |                     |                     |                     |  |  |          |          |          |          |          |          |  |  |                 |                 |                 |                 |                 |                 |  |  |  |  |  |  |  |  |  |  |  |  |  |  |  |  |  |  |  |  |  |  |  |  |  |  |  |  |  |  |  |  |
|                       |                       |                       |                       |                       |                       |  |  |              |              |              |              |              |              |  |  | 斯波家氏 | 斯波家氏 | 斯波家氏 | 斯波家氏 | 斯波家氏 | 斯波家氏 |  |  |      |      |      |      |      |      |  |  |          |          |          |          |          |          |  |  |                 |                 |                 |                 |                 |                 |  |  |                     |                     |                     |                     |                     |                     |  |  | 渋川義顕 | 渋川義顕 | 渋川義顕 | 渋川義顕 | 渋川義顕 | 渋川義顕 |  |  | 足利頼氏        | 足利頼氏        | 足利頼氏        | 足利頼氏        | 足利頼氏        | 足利頼氏        |  |  |  |  |  |  |  |  |  |  |  |  |  |  |  |  |  |  |  |  |  |  |  |  |  |  |  |  |  |  |  |  |
|                       |                       |                       |                       |                       |                       |  |  |              |              |              |              |              |              |  |  | 斯波家氏 | 斯波家氏 | 斯波家氏 | 斯波家氏 | 斯波家氏 | 斯波家氏 |  |  |      |      |      |      |      |      |  |  |          |          |          |          |          |          |  |  |                 |                 |                 |                 |                 |                 |  |  |                     |                     |                     |                     |                     |                     |  |  | 渋川義顕 | 渋川義顕 | 渋川義顕 | 渋川義顕 | 渋川義顕 | 渋川義顕 |  |  | 足利頼氏        | 足利頼氏        | 足利頼氏        | 足利頼氏        | 足利頼氏        | 足利頼氏        |  |  |  |  |  |  |  |  |  |  |  |  |  |  |  |  |  |  |  |  |  |  |  |  |  |  |  |  |  |  |  |  |
|                       |                       |                       |                       |                       |                       |  |  |              |              |              |              |              |              |  |  |          |          |          |          |          |          |  |  |      |      |      |      |      |      |  |  |          |          |          |          |          |          |  |  |                 |                 |                 |                 |                 |                 |  |  |                     |                     |                     |                     |                     |                     |  |  |          |          |          |          |          |          |  |  |                 |                 |                 |                 |                 |                 |  |  |  |  |  |  |  |  |  |  |  |  |  |  |  |  |  |  |  |  |  |  |  |  |  |  |  |  |  |  |  |  |
|                       |                       |                       |                       |                       |                       |  |  |              |              |              |              |              |              |  |  | 宗家     | 宗家     | 宗家     | 宗家     | 宗家     | 宗家     |  |  |      |      |      |      |      |      |  |  |          |          |          |          |          |          |  |  |                 |                 |                 |                 |                 |                 |  |  | 広沢義利            | 広沢義利            | 広沢義利            | 広沢義利            | 広沢義利            | 広沢義利            |  |  | 渋川氏   | 渋川氏   | 渋川氏   | 渋川氏   | 渋川氏   | 渋川氏   |  |  | 家時            | 家時            | 家時            | 家時            | 家時            | 家時            |  |  |  |  |  |  |  |  |  |  |  |  |  |  |  |  |  |  |  |  |  |  |  |  |  |  |  |  |  |  |  |  |
|                       |                       |                       |                       |                       |                       |  |  |              |              |              |              |              |              |  |  | 宗家     | 宗家     | 宗家     | 宗家     | 宗家     | 宗家     |  |  |      |      |      |      |      |      |  |  |          |          |          |          |          |          |  |  |                 |                 |                 |                 |                 |                 |  |  | 広沢義利            | 広沢義利            | 広沢義利            | 広沢義利            | 広沢義利            | 広沢義利            |  |  | 渋川氏   | 渋川氏   | 渋川氏   | 渋川氏   | 渋川氏   | 渋川氏   |  |  | 家時            | 家時            | 家時            | 家時            | 家時            | 家時            |  |  |  |  |  |  |  |  |  |  |  |  |  |  |  |  |  |  |  |  |  |  |  |  |  |  |  |  |  |  |  |  |
|                       |                       |                       |                       |                       |                       |  |  |              |              |              |              |              |              |  |  | 宗氏     | 宗氏     | 宗氏     | 宗氏     | 宗氏     | 宗氏     |  |  |      |      |      |      |      |      |  |  |          |          |          |          |          |          |  |  |                 |                 |                 |                 |                 |                 |  |  | 吉田義博            | 吉田義博            | 吉田義博            | 吉田義博            | 吉田義博            | 吉田義博            |  |  |          |          |          |          |          |          |  |  | 貞氏            | 貞氏            | 貞氏            | 貞氏            | 貞氏            | 貞氏            |  |  |  |  |  |  |  |  |  |  |  |  |  |  |  |  |  |  |  |  |  |  |  |  |  |  |  |  |  |  |  |  |
|                       |                       |                       |                       |                       |                       |  |  |              |              |              |              |              |              |  |  | 宗氏     | 宗氏     | 宗氏     | 宗氏     | 宗氏     | 宗氏     |  |  |      |      |      |      |      |      |  |  |          |          |          |          |          |          |  |  |                 |                 |                 |                 |                 |                 |  |  | 吉田義博            | 吉田義博            | 吉田義博            | 吉田義博            | 吉田義博            | 吉田義博            |  |  |          |          |          |          |          |          |  |  | 貞氏            | 貞氏            | 貞氏            | 貞氏            | 貞氏            | 貞氏            |  |  |  |  |  |  |  |  |  |  |  |  |  |  |  |  |  |  |  |  |  |  |  |  |  |  |  |  |  |  |  |  |
|                       |                       |                       |                       |                       |                       |  |  |              |              |              |              |              |              |  |  |          |          |          |          |          |          |  |  |      |      |      |      |      |      |  |  |          |          |          |          |          |          |  |  |                 |                 |                 |                 |                 |                 |  |  |                     |                     |                     |                     |                     |                     |  |  |          |          |          |          |          |          |  |  |                 |                 |                 |                 |                 |                 |  |  |  |  |  |  |  |  |  |  |  |  |  |  |  |  |  |  |  |  |  |  |  |  |  |  |  |  |  |  |  |  |
|                       |                       |                       |                       |                       |                       |  |  |              |              |              |              |              |              |  |  | 高経     | 高経     | 高経     | 高経     | 高経     | 高経     |  |  |      |      |      |      |      |      |  |  |          |          |          |          |          |          |  |  | 家兼            | 家兼            | 家兼            | 家兼            | 家兼            | 家兼            |  |  | 石橋和義 （石橋氏） | 石橋和義 （石橋氏） | 石橋和義 （石橋氏） | 石橋和義 （石橋氏） | 石橋和義 （石橋氏） | 石橋和義 （石橋氏） |  |  |          |          |          |          |          |          |  |  | 尊氏 （将軍家） | 尊氏 （将軍家） | 尊氏 （将軍家） | 尊氏 （将軍家） | 尊氏 （将軍家） | 尊氏 （将軍家） |  |  |  |  |  |  |  |  |  |  |  |  |  |  |  |  |  |  |  |  |  |  |  |  |  |  |  |  |  |  |  |  |
|                       |                       |                       |                       |                       |                       |  |  |              |              |              |              |              |              |  |  | 高経     | 高経     | 高経     | 高経     | 高経     | 高経     |  |  |      |      |      |      |      |      |  |  |          |          |          |          |          |          |  |  | 家兼            | 家兼            | 家兼            | 家兼            | 家兼            | 家兼            |  |  | 石橋和義 （石橋氏） | 石橋和義 （石橋氏） | 石橋和義 （石橋氏） | 石橋和義 （石橋氏） | 石橋和義 （石橋氏） | 石橋和義 （石橋氏） |  |  |          |          |          |          |          |          |  |  | 尊氏 （将軍家） | 尊氏 （将軍家） | 尊氏 （将軍家） | 尊氏 （将軍家） | 尊氏 （将軍家） | 尊氏 （将軍家） |  |  |  |  |  |  |  |  |  |  |  |  |  |  |  |  |  |  |  |  |  |  |  |  |  |  |  |  |  |  |  |  |
|                       |                       |                       |                       |                       |                       |  |  |              |              |              |              |              |              |  |  |          |          |          |          |          |          |  |  |      |      |      |      |      |      |  |  |          |          |          |          |          |          |  |  |                 |                 |                 |                 |                 |                 |  |  |                     |                     |                     |                     |                     |                     |  |  |          |          |          |          |          |          |  |  |                 |                 |                 |                 |                 |                 |  |  |  |  |  |  |  |  |  |  |  |  |  |  |  |  |  |  |  |  |  |  |  |  |  |  |  |  |  |  |  |  |
| 家長 （高水寺斯波氏） | 家長 （高水寺斯波氏） | 家長 （高水寺斯波氏） | 家長 （高水寺斯波氏） | 家長 （高水寺斯波氏） | 家長 （高水寺斯波氏） |  |  | 氏経         | 氏経         | 氏経         | 氏経         | 氏経         | 氏経         |  |  | 氏頼     | 氏頼     | 氏頼     | 氏頼     | 氏頼     | 氏頼     |  |  | 義将 | 義将 | 義将 | 義将 | 義将 | 義将 |  |  | 義種     | 義種     | 義種     | 義種     | 義種     | 義種     |  |  | 直持 （大崎氏） | 直持 （大崎氏） | 直持 （大崎氏） | 直持 （大崎氏） | 直持 （大崎氏） | 直持 （大崎氏） |  |  | 兼頼 （最上氏）     | 兼頼 （最上氏）     | 兼頼 （最上氏）     | 兼頼 （最上氏）     | 兼頼 （最上氏）     | 兼頼 （最上氏）     |  |  |          |          |          |          |          |          |  |  |                 |                 |                 |                 |                 |                 |  |  |  |  |  |  |  |  |  |  |  |  |  |  |  |  |  |  |  |  |  |  |  |  |  |  |  |  |  |  |  |  |
| 家長 （高水寺斯波氏） | 家長 （高水寺斯波氏） | 家長 （高水寺斯波氏） | 家長 （高水寺斯波氏） | 家長 （高水寺斯波氏） | 家長 （高水寺斯波氏） |  |  | 氏経         | 氏経         | 氏経         | 氏経         | 氏経         | 氏経         |  |  | 氏頼     | 氏頼     | 氏頼     | 氏頼     | 氏頼     | 氏頼     |  |  | 義将 | 義将 | 義将 | 義将 | 義将 | 義将 |  |  | 義種     | 義種     | 義種     | 義種     | 義種     | 義種     |  |  | 直持 （大崎氏） | 直持 （大崎氏） | 直持 （大崎氏） | 直持 （大崎氏） | 直持 （大崎氏） | 直持 （大崎氏） |  |  | 兼頼 （最上氏）     | 兼頼 （最上氏）     | 兼頼 （最上氏）     | 兼頼 （最上氏）     | 兼頼 （最上氏）     | 兼頼 （最上氏）     |  |  |          |          |          |          |          |          |  |  |                 |                 |                 |                 |                 |                 |  |  |  |  |  |  |  |  |  |  |  |  |  |  |  |  |  |  |  |  |  |  |  |  |  |  |  |  |  |  |  |  |
|                       |                       |                       |                       |                       |                       |  |  | 義高（詮将） | 義高（詮将） | 義高（詮将） | 義高（詮将） | 義高（詮将） | 義高（詮将） |  |  |          |          |          |          |          |          |  |  | 義重 | 義重 | 義重 | 義重 | 義重 | 義重 |  |  | 満種     | 満種     | 満種     | 満種     | 満種     | 満種     |  |  |                 |                 |                 |                 |                 |                 |  |  |                     |                     |                     |                     |                     |                     |  |  |          |          |          |          |          |          |  |  |                 |                 |                 |                 |                 |                 |  |  |  |  |  |  |  |  |  |  |  |  |  |  |  |  |  |  |  |  |  |  |  |  |  |  |  |  |  |  |  |  |
|                       |                       |                       |                       |                       |                       |  |  | 義高（詮将） | 義高（詮将） | 義高（詮将） | 義高（詮将） | 義高（詮将） | 義高（詮将） |  |  |          |          |          |          |          |          |  |  | 義重 | 義重 | 義重 | 義重 | 義重 | 義重 |  |  | 満種     | 満種     | 満種     | 満種     | 満種     | 満種     |  |  |                 |                 |                 |                 |                 |                 |  |  |                     |                     |                     |                     |                     |                     |  |  |          |          |          |          |          |          |  |  |                 |                 |                 |                 |                 |                 |  |  |  |  |  |  |  |  |  |  |  |  |  |  |  |  |  |  |  |  |  |  |  |  |  |  |  |  |  |  |  |  |
|                       |                       |                       |                       |                       |                       |  |  |              |              |              |              |              |              |  |  |          |          |          |          |          |          |  |  |      |      |      |      |      |      |  |  |          |          |          |          |          |          |  |  |                 |                 |                 |                 |                 |                 |  |  |                     |                     |                     |                     |                     |                     |  |  |          |          |          |          |          |          |  |  |                 |                 |                 |                 |                 |                 |  |  |  |  |  |  |  |  |  |  |  |  |  |  |  |  |  |  |  |  |  |  |  |  |  |  |  |  |  |  |  |  |
|                       |                       |                       |                       |                       |                       |  |  | 義淳         | 義淳         | 義淳         | 義淳         | 義淳         | 義淳         |  |  | 義郷     | 義郷     | 義郷     | 義郷     | 義郷     | 義郷     |  |  | 持有 | 持有 | 持有 | 持有 | 持有 | 持有 |  |  | 持種     | 持種     | 持種     | 持種     | 持種     | 持種     |  |  |                 |                 |                 |                 |                 |                 |  |  |                     |                     |                     |                     |                     |                     |  |  |          |          |          |          |          |          |  |  |                 |                 |                 |                 |                 |                 |  |  |  |  |  |  |  |  |  |  |  |  |  |  |  |  |  |  |  |  |  |  |  |  |  |  |  |  |  |  |  |  |
|                       |                       |                       |                       |                       |                       |  |  | 義淳         | 義淳         | 義淳         | 義淳         | 義淳         | 義淳         |  |  | 義郷     | 義郷     | 義郷     | 義郷     | 義郷     | 義郷     |  |  | 持有 | 持有 | 持有 | 持有 | 持有 | 持有 |  |  | 持種     | 持種     | 持種     | 持種     | 持種     | 持種     |  |  |                 |                 |                 |                 |                 |                 |  |  |                     |                     |                     |                     |                     |                     |  |  |          |          |          |          |          |          |  |  |                 |                 |                 |                 |                 |                 |  |  |  |  |  |  |  |  |  |  |  |  |  |  |  |  |  |  |  |  |  |  |  |  |  |  |  |  |  |  |  |  |
|                       |                       |                       |                       |                       |                       |  |  |              |              |              |              |              |              |  |  |          |          |          |          |          |          |  |  |      |      |      |      |      |      |  |  |          |          |          |          |          |          |  |  |                 |                 |                 |                 |                 |                 |  |  |                     |                     |                     |                     |                     |                     |  |  |          |          |          |          |          |          |  |  |                 |                 |                 |                 |                 |                 |  |  |  |  |  |  |  |  |  |  |  |  |  |  |  |  |  |  |  |  |  |  |  |  |  |  |  |  |  |  |  |  |
|                       |                       |                       |                       |                       |                       |  |  | 義豊         | 義豊         | 義豊         | 義豊         | 義豊         | 義豊         |  |  | 義健     | 義健     | 義健     | 義健     | 義健     | 義健     |  |  |      |      |      |      |      |      |  |  | 義敏     | 義敏     | 義敏     | 義敏     | 義敏     | 義敏     |  |  | 義孝            | 義孝            | 義孝            | 義孝            | 義孝            | 義孝            |  |  |                     |                     |                     |                     |                     |                     |  |  |          |          |          |          |          |          |  |  |                 |                 |                 |                 |                 |                 |  |  |  |  |  |  |  |  |  |  |  |  |  |  |  |  |  |  |  |  |  |  |  |  |  |  |  |  |  |  |  |  |
|                       |                       |                       |                       |                       |                       |  |  | 義豊         | 義豊         | 義豊         | 義豊         | 義豊         | 義豊         |  |  | 義健     | 義健     | 義健     | 義健     | 義健     | 義健     |  |  |      |      |      |      |      |      |  |  | 義敏     | 義敏     | 義敏     | 義敏     | 義敏     | 義敏     |  |  | 義孝            | 義孝            | 義孝            | 義孝            | 義孝            | 義孝            |  |  |                     |                     |                     |                     |                     |                     |  |  |          |          |          |          |          |          |  |  |                 |                 |                 |                 |                 |                 |  |  |  |  |  |  |  |  |  |  |  |  |  |  |  |  |  |  |  |  |  |  |  |  |  |  |  |  |  |  |  |  |
|                       |                       |                       |                       |                       |                       |  |  |              |              |              |              |              |              |  |  |          |          |          |          |          |          |  |  |      |      |      |      |      |      |  |  |          |          |          |          |          |          |  |  |                 |                 |                 |                 |                 |                 |  |  |                     |                     |                     |                     |                     |                     |  |  |          |          |          |          |          |          |  |  |                 |                 |                 |                 |                 |                 |  |  |  |  |  |  |  |  |  |  |  |  |  |  |  |  |  |  |  |  |  |  |  |  |  |  |  |  |  |  |  |  |
|                       |                       |                       |                       |                       |                       |  |  |              |              |              |              |              |              |  |  | 義敏     | 義敏     | 義敏     | 義敏     | 義敏     | 義敏     |  |  |      |      |      |      |      |      |  |  | 義縁     | 義縁     | 義縁     | 義縁     | 義縁     | 義縁     |  |  | 義信            | 義信            | 義信            | 義信            | 義信            | 義信            |  |  | 政種（正種）        | 政種（正種）        | 政種（正種）        | 政種（正種）        | 政種（正種）        | 政種（正種）        |  |  |          |          |          |          |          |          |  |  |                 |                 |                 |                 |                 |                 |  |  |  |  |  |  |  |  |  |  |  |  |  |  |  |  |  |  |  |  |  |  |  |  |  |  |  |  |  |  |  |  |
|                       |                       |                       |                       |                       |                       |  |  |              |              |              |              |              |              |  |  | 義敏     | 義敏     | 義敏     | 義敏     | 義敏     | 義敏     |  |  |      |      |      |      |      |      |  |  | 義縁     | 義縁     | 義縁     | 義縁     | 義縁     | 義縁     |  |  | 義信            | 義信            | 義信            | 義信            | 義信            | 義信            |  |  | 政種（正種）        | 政種（正種）        | 政種（正種）        | 政種（正種）        | 政種（正種）        | 政種（正種）        |  |  |          |          |          |          |          |          |  |  |                 |                 |                 |                 |                 |                 |  |  |  |  |  |  |  |  |  |  |  |  |  |  |  |  |  |  |  |  |  |  |  |  |  |  |  |  |  |  |  |  |
|                       |                       |                       |                       |                       |                       |  |  |              |              |              |              |              |              |  |  |          |          |          |          |          |          |  |  |      |      |      |      |      |      |  |  |          |          |          |          |          |          |  |  |                 |                 |                 |                 |                 |                 |  |  |                     |                     |                     |                     |                     |                     |  |  |          |          |          |          |          |          |  |  |                 |                 |                 |                 |                 |                 |  |  |  |  |  |  |  |  |  |  |  |  |  |  |  |  |  |  |  |  |  |  |  |  |  |  |  |  |  |  |  |  |
|                       |                       |                       |                       |                       |                       |  |  | 義寛         | 義寛         | 義寛         | 義寛         | 義寛         | 義寛         |  |  | 寛元     | 寛元     | 寛元     | 寛元     | 寛元     | 寛元     |  |  | 義雄 | 義雄 | 義雄 | 義雄 | 義雄 | 義雄 |  |  | 政敏     | 政敏     | 政敏     | 政敏     | 政敏     | 政敏     |  |  |                 |                 |                 |                 |                 |                 |  |  |                     |                     |                     |                     |                     |                     |  |  | 斯波義廉 | 斯波義廉 | 斯波義廉 | 斯波義廉 | 斯波義廉 | 斯波義廉 |  |  |                 |                 |                 |                 |                 |                 |  |  |  |  |  |  |  |  |  |  |  |  |  |  |  |  |  |  |  |  |  |  |  |  |  |  |  |  |  |  |  |  |
|                       |                       |                       |                       |                       |                       |  |  | 義寛         | 義寛         | 義寛         | 義寛         | 義寛         | 義寛         |  |  | 寛元     | 寛元     | 寛元     | 寛元     | 寛元     | 寛元     |  |  | 義雄 | 義雄 | 義雄 | 義雄 | 義雄 | 義雄 |  |  | 政敏     | 政敏     | 政敏     | 政敏     | 政敏     | 政敏     |  |  |                 |                 |                 |                 |                 |                 |  |  |                     |                     |                     |                     |                     |                     |  |  | 斯波義廉 | 斯波義廉 | 斯波義廉 | 斯波義廉 | 斯波義廉 | 斯波義廉 |  |  |                 |                 |                 |                 |                 |                 |  |  |  |  |  |  |  |  |  |  |  |  |  |  |  |  |  |  |  |  |  |  |  |  |  |  |  |  |  |  |  |  |
|                       |                       |                       |                       |                       |                       |  |  | 義達         | 義達         | 義達         | 義達         | 義達         | 義達         |  |  |          |          |          |          |          |          |  |  | 義虎 | 義虎 | 義虎 | 義虎 | 義虎 | 義虎 |  |  | 奥田秀種 | 奥田秀種 | 奥田秀種 | 奥田秀種 | 奥田秀種 | 奥田秀種 |  |  |                 |                 |                 |                 |                 |                 |  |  |                     |                     |                     |                     |                     |                     |  |  | 義俊     | 義俊     | 義俊     | 義俊     | 義俊     | 義俊     |  |  |                 |                 |                 |                 |                 |                 |  |  |  |  |  |  |  |  |  |  |  |  |  |  |  |  |  |  |  |  |  |  |  |  |  |  |  |  |  |  |  |  |
|                       |                       |                       |                       |                       |                       |  |  | 義達         | 義達         | 義達         | 義達         | 義達         | 義達         |  |  |          |          |          |          |          |          |  |  | 義虎 | 義虎 | 義虎 | 義虎 | 義虎 | 義虎 |  |  | 奥田秀種 | 奥田秀種 | 奥田秀種 | 奥田秀種 | 奥田秀種 | 奥田秀種 |  |  |                 |                 |                 |                 |                 |                 |  |  |                     |                     |                     |                     |                     |                     |  |  | 義俊     | 義俊     | 義俊     | 義俊     | 義俊     | 義俊     |  |  |                 |                 |                 |                 |                 |                 |  |  |  |  |  |  |  |  |  |  |  |  |  |  |  |  |  |  |  |  |  |  |  |  |  |  |  |  |  |  |  |  |
|                       |                       |                       |                       |                       |                       |  |  | 義統         | 義統         | 義統         | 義統         | 義統         | 義統         |  |  |          |          |          |          |          |          |  |  |      |      |      |      |      |      |  |  | 直純     | 直純     | 直純     | 直純     | 直純     | 直純     |  |  |                 |                 |                 |                 |                 |                 |  |  |                     |                     |                     |                     |                     |                     |  |  |          |          |          |          |          |          |  |  |                 |                 |                 |                 |                 |                 |  |  |  |  |  |  |  |  |  |  |  |  |  |  |  |  |  |  |  |  |  |  |  |  |  |  |  |  |  |  |  |  |
|                       |                       |                       |                       |                       |                       |  |  | 義統         | 義統         | 義統         | 義統         | 義統         | 義統         |  |  |          |          |          |          |          |          |  |  |      |      |      |      |      |      |  |  | 直純     | 直純     | 直純     | 直純     | 直純     | 直純     |  |  |                 |                 |                 |                 |                 |                 |  |  |                     |                     |                     |                     |                     |                     |  |  |          |          |          |          |          |          |  |  |                 |                 |                 |                 |                 |                 |  |  |  |  |  |  |  |  |  |  |  |  |  |  |  |  |  |  |  |  |  |  |  |  |  |  |  |  |  |  |  |  |
|                       |                       |                       |                       |                       |                       |  |  |              |              |              |              |              |              |  |  |          |          |          |          |          |          |  |  |      |      |      |      |      |      |  |  |          |          |          |          |          |          |  |  |                 |                 |                 |                 |                 |                 |  |  |                     |                     |                     |                     |                     |                     |  |  |          |          |          |          |          |          |  |  |                 |                 |                 |                 |                 |                 |  |  |  |  |  |  |  |  |  |  |  |  |  |  |  |  |  |  |  |  |  |  |  |  |  |  |  |  |  |  |  |  |
| 義銀                  | 義銀                  | 義銀                  | 義銀                  | 義銀                  | 義銀                  |  |  | 毛利秀頼     | 毛利秀頼     | 毛利秀頼     | 毛利秀頼     | 毛利秀頼     | 毛利秀頼     |  |  | 津川義冬 | 津川義冬 | 津川義冬 | 津川義冬 | 津川義冬 | 津川義冬 |  |  |      |      |      |      |      |      |  |  | 堀直政   | 堀直政   | 堀直政   | 堀直政   | 堀直政   | 堀直政   |  |  |                 |                 |                 |                 |                 |                 |  |  |                     |                     |                     |                     |                     |                     |  |  |          |          |          |          |          |          |  |  |                 |                 |                 |                 |                 |                 |  |  |  |  |  |  |  |  |  |  |  |  |  |  |  |  |  |  |  |  |  |  |  |  |  |  |  |  |  |  |  |  |

## 斯波氏主要家臣団

### 武衛家主要家臣団
初期の斯波家中においては、細川氏の一族といわれる完草氏（鹿草・莞草とも）を筆頭とし、二宮氏（源姓・藤姓の二流あり）、島田氏、甲斐氏などが重臣の位置にあったが、中期以降は甲斐氏が筆頭（執事・執権）となり、次いで織田氏、その下に朝倉氏が続いた。斯波氏の尾張逼塞後は織田氏が筆頭となり、斯波氏の滅亡まで家政を執権した。
- 甲斐氏
  - 甲斐教光
  - 甲斐将教
  - 甲斐将久
  - 甲斐敏光

- 織田氏
  - 織田将広
  - 織田教広
  - 織田教信
  - 織田教長
  - 織田淳広
  - 織田郷広
  - 織田久広
  - 織田敏広
  - 織田敏定
  - 織田敏信
  - 織田良信
  - 織田寛広
  - 織田寛定
  - 織田寛村
  - 織田達定
  - 織田達勝
  - 織田信定

- 朝倉氏
  - 朝倉広景
  - 朝倉高景
  - 朝倉氏景
  - 朝倉貞景
  - 朝倉教景
  - 朝倉家景
  - 朝倉孝景

- 二宮氏
  - 二宮道智
  - 二宮貞家
  - 二宮貞光
  - 二宮是鎮
  - 二宮氏泰
  - 二宮種氏
  - 二宮種泰
  - 二宮是随
  - 二宮将監

- 完草氏（鹿草氏とも。細川一族とされる）
  - 完草出羽守
  - 完草兵庫助
  - 完草義春
  - 完草義続

- 島田氏
  - 島田憲国
  - 島田重憲
  - 島田常永

- 堀江氏
  - 堀江道賢
  - 堀江種用
  - 堀江利真

### 大崎氏主要家臣団
大崎氏#大崎氏傘下の人物を参照。

### 最上氏主要家臣団
最上氏#最上氏主要家臣団を参照。

### 高水寺斯波家主要家臣団
戦国時代のものを下記に挙げる。
- 雫石久詮
- 猪去久道
- 岩清水義長
- 細川長門守
- 稲藤大炊助
- 工藤茂道
- 太田主秀広
- 大萱生秀重

- 川村右近秀久（大萱生秀重次男）
- 江柄兵部少輔
- 川村秀久
- 江柄次昌（川村秀久子）
- 手代森秀親
- 中村作右衛門
- 栃内秀綱
- 簗田詮泰

- 星川左馬助
- 岩清水義教
- 清水善七郎
- 乙部義説
- 大釜政幸
- 多田忠綱
- 達曽部清綱（多田忠綱子）
- 氏家義方

- 長岡詮尹
- 玉井庄兵衛
- 宮手英清
- 飯岡祐貫
- 中島安将
- 小屋敷義長